# Khomār Bāqī
Khomār Bāqī (persiska: خُمار باغی, خَسار باغی, خمار باقی, Khomār Bāghī) är en ort i Iran.   Den ligger i provinsen Markazi, i den nordvästra delen av landet, 220 km sydväst om huvudstaden Teheran. Khomār Bāqī ligger 1 789 meter över havet och antalet invånare är 872.
Terrängen runt Khomār Bāqī är platt västerut, men österut är den kuperad. Terrängen runt Khomār Bāqī sluttar västerut.Runt Khomār Bāqī är det ganska tätbefolkat, med 120 invånare per kvadratkilometer. Närmaste större samhälle är Komījān, 4,9 km norr om Khomār Bāqī. Trakten runt Khomār Bāqī består i huvudsak av gräsmarker.